# Wally Masur
William (Wally) Masur (Southampton, 13 mei 1963) is een voormalig tennis professional uit Australië die tussen 1982 en 1995 uitkwam op de ATP-tour. Masur won drie titels in het enkelspel en zestien in het dubbelspel.

## Palmares

#### Enkelspel
| Legenda                       | Legenda               |
| ----------------------------- | --------------------- |
| Grand Slam                    |                       |
| Olympische Spelen             |                       |
| tot 2009                      | vanaf 2009            |
| Tennis Masters Cup            | ATP Finals            |
| ATP Masters Series            | ATP Tour Masters 1000 |
| ATP International Series Gold | ATP Tour 500          |
| ATP International Series      | ATP Tour 250          |

| Nr.              | Datum           | Toernooi       | Ondergrond    | Tegenstander in finale | Score              | Details |
| ---------------- | --------------- | -------------- | ------------- | ---------------------- | ------------------ | ------- |
| Gewonnen finales |                 |                |               |                        |                    |         |
| 1.               | 6 oktober 1983  | ATP Hongkong   | Hardcourt     | Sammy Giammalva        | 6-1, 6-1           | Details |
| 2.               | 4 januari 1987  | ATP Adelaide   | Gras          | Bill Scanlon           | 6-4, 7-6           | Details |
| 3.               | 10 juli 1988    | ATP Newport    | Gras          | Brad Drewett           | 6-2, 6-1           | Details |
| Verloren finales |                 |                |               |                        |                    |         |
| 1.               | 5 november 1984 | ATP Taipei     | Tapijt (i)    | Brad Gilbert           | 3-6, 3-6           | Details |
| 2.               | 13 januari 1985 | ATP Auckland   | Hardcourt     | Chris Lewis            | 7-5, 6-0, 2-6, 6-4 | Details |
| 3.               | 29 maart 1987   | ATP Nancy      | Tapijt (i)    | Pat Cash               | 2-6, 3-6           | Details |
| 4.               | 3 januari 1988  | ATP Adelaide   | Hardcourt     | Mark Woodforde         | 2-6, 4–6           | Details |
| 5.               | 4 maart 1990    | ATP Memphis    | Hardcourt (i) | Michael Stich          | 7-6, 4-6, 6-7      | Details |
| 6.               | 7 april 1991    | ATP Hongkong   | Hardcourt     | Richard Krajicek       | 2-6, 6-3, 3-6      | Details |
| 7.               | 13 juni 1993    | ATP Rosmalen   | Gras          | Arnaud Boetsch         | 6-3, 3-6, 3-6      | Details |
| 8.               | 20 juni 1993    | ATP Manchester | Gras          | Jason Stoltenberg      | 1-6, 3-6           | Details |

### Dubbelspel
| Nr.                           | Datum            | Toernooi              | Ondergrond    | Partner           | Tegenstanders in finale          | Score           | Details |
| ----------------------------- | ---------------- | --------------------- | ------------- | ----------------- | -------------------------------- | --------------- | ------- |
| Gewonnen finales heren dubbel |                  |                       |               |                   |                                  |                 |         |
| 1.                            | 13 november 1983 | ATP Taipei            | Tapijt (i)    | Kim Warwick       | Ken Flach Robert Seguso          | 7-6, 6-4        | Details |
| 2.                            | 21 oktober 1984  | ATP Melbourne         | Tapijt (i)    | Broderick Dyke    | Peter Johnston John McCurdy      | 6–3, 6–2        | Details |
| 3.                            | 23 december 1984 | ATP Adelaide          | Gras          | Broderick Dyke    | Peter Doohan Brian Levine        | 4–6, 7–5, 6–1   | Details |
| 4.                            | 30 december 1984 | ATP Melbourne         | Gras          | Broderick Dyke    | Mike Bauer Scott McCain          | 6–7, 6–3, 7–6   | Details |
| 5.                            | 12 januari 1986  | ATP Auckland          | Hardcourt     | Broderick Dyke    | Karl Richter Rick Rudeen         | 6-3, 6-4        | Details |
| 6.                            | 27 juli 1986     | ATP Livingston        | Hardcourt     | Bob Green         | Sammy Giammalva Greg Holmes      | 5–7, 6–4, 6–4   | Details |
| 7.                            | 27 november 1988 | ATP Brussel           | Tapijt (i)    | Tom Nijssen       | John Fitzgerald Tomáš Šmíd       | 7-5, 7-6        | Details |
| 8.                            | 15 januari 1989  | ATP Sydney            | Hardcourt     | Darren Cahill     | Pieter Aldrich Danie Visser      | 6-4 6-3         | Details |
| 9.                            | 6 augustus 1989  | ATP Stratton Mountain | Hardcourt     | Mark Kratzmann    | Pieter Aldrich Danie Visser      | 6–3, 4–6, 7–6   | Details |
| 10.                           | 15 april 1990    | ATP Tokio             | Hardcourt     | Mark Kratzmann    | Kent Kinnear Brad Pearce         | 6-4, 6-3        | Details |
| 11.                           | 29 april 1990    | ATP Hong Kong         | Hardcourt     | Pat Cash          | Kevin Curren Joey Rive           | 6-3, 6-3        | Details |
| 12.                           | 11 februari 1991 | ATP San Francisco     | Hardcourt (i) | Jason Stoltenberg | Ronnie Båthman Rikard Bergh      | 4-6, 7-6, 6-4   | Details |
| 13.                           | 21 juli 1991     | ATP Stuttgart         | Gravel        | Emilio Sánchez    | Omar Camporese Goran Ivanišević  | 2-6, 6-3, 6-4   | Details |
| 14.                           | 18 augustus 1991 | ATP New Haven         | Hardcourt     | Petr Korda        | Jeff Brown Scott Melville        | 7-5, 6-3        | Details |
| 15.                           | 14 februari 1993 | ATP Milaan            | Tapijt (i)    | Mark Kratzmann    | Tom Nijssen Cyril Suk            | 4-6, 6-3, 6-4   | Details |
| 16.                           | 21 februari 1993 | ATP Stuttgart Indoor  | Hardcourt (i) | Mark Kratzmann    | Steve DeVries David Macpherson   | 6-3, 7-6        | Details |
| Verloren finales heren dubbel |                  |                       |               |                   |                                  |                 |         |
| 1.                            | 29 april 1984    | ATP Aix-En-Provence   | Hardcourt     | Chris Lewis       | Pat Cash Paul McNamee            | 4-6, 6-3, 6-4   | Details |
| 2.                            | 7 oktober 1984   | ATP Brisbane          | Tapijt (i)    | Broderick Dyke    | Francisco González Matt Mitchell | 6-7, 6-2, 7-5   | Details |
| 3.                            | 13 januari 1985  | ATP Auckland          | Hardcourt     | Broderick Dyke    | Chris Lewis John Fitzgerald      | 7-6, 6-2        | Details |
| 4.                            | 31 maart 1985    | ATP Milaan            | Tapijt (i)    | Broderick Dyke    | Heinz Günthardt Anders Järryd    | 6-2, 6-1        | Details |
| 5.                            | 20 oktober 1985  | ATP Sydney            | Gras          | Broderick Dyke    | David Dowlen Nduka Odizor        | 6-4, 7-6        | Details |
| 6.                            | 11 mei 1986      | ATP München           | Gravel        | Broderick Dyke    | Sergio Casal Emilio Sánchez      | 6-3, 4-6, 6-4   | Details |
| 7.                            | 22 juni 1986     | ATP Bristol           | Gras          | Mark Edmondson    | Christo Steyn Danie Visser       | 6–7, 7–6, 12–10 | Details |
| 8.                            | 11 oktober 1987  | ATP Brisbane Indoor   | Hardcourt (i) | Broderick Dyke    | Matt Anger Kelly Evernden        | 7–6, 6–2        | Details |

## Prestatietabel
| Legenda | Legenda                          |
| ------- | -------------------------------- |
| g.t.    | geen toernooi gehouden           |
| l.c.    | lagere categorie                 |
| –       | niet deelgenomen                 |
| G       | uitgeschakeld in de groepsfase   |
| 1R      | uitgeschakeld in de eerste ronde |
| 2R      | uitgeschakeld in de tweede ronde |
| 3R      | uitgeschakeld in de derde ronde  |
| 4R      | uitgeschakeld in de vierde ronde |
| KF      | uitgeschakeld in de kwartfinale  |
| HF      | uitgeschakeld in de halve finale |
| F       | de finale verloren               |
| W       | het toernooi gewonnen            |
| w-v     | winst/verlies-balans             |

### Prestatietabel grand slam, enkelspel
| Toernooi        | 1981 | 1982 | 1983 | 1984 | 1985 | 1986 | 1987 | 1988 | 1989 | 1990 | 1991 | 1992 | 1993 | 1994 | 1995 |
| --------------- | ---- | ---- | ---- | ---- | ---- | ---- | ---- | ---- | ---- | ---- | ---- | ---- | ---- | ---- | ---- |
| Australian Open | 2R   | 4R   | KF   | 2R   | 4R   | –    | HF   | 4R   | 3R   | 3R   | 2R   | 4R   | 1R   | 1R   | 2R   |
| Roland Garros   | –    | –    | 2R   | 1R   | 1R   | 1R   | 1R   | 1R   | –    | –    | 3R   | 2R   | 1R   | 1R   | –    |
| Wimbledon       | –    | –    | 2R   | 3R   | 2R   | 3R   | 2R   | 4R   | 3R   | 2R   | 2R   | 4R   | 4R   | 2R   | 1R   |
| US Open         | –    | –    | –    | 1R   | 1R   | 2R   | 1R   | 2R   | 2R   | 1R   | 3R   | 3R   | HF   | 1R   | –    |

### Prestatietabel grand slam, dubbelspel
| Toernooi        | 1982 | 1983 | 1984 | 1985 | 1986 | 1987 | 1988 | 1989 | 1990 | 1991 | 1992 | 1993 | 1994 | 1995 |
| --------------- | ---- | ---- | ---- | ---- | ---- | ---- | ---- | ---- | ---- | ---- | ---- | ---- | ---- | ---- |
| Australian Open | 2R   | 2R   | KF   | –    | –    | KF   | 1R   | KF   | 3R   | KF   | 2R   | HF   | 2R   | 1R   |
| Roland Garros   | –    | –    | 2R   | 1R   | 3R   | 2R   | HF   | –    | –    | 1R   | HF   | KF   | KF   | –    |
| Wimbledon       | –    | –    | 3R   | 1R   | 3R   | 1R   | KF   | 2R   | 3R   | 1R   | KF   | 2R   | 2R   | –    |
| US Open         | –    | –    | 2R   | 1R   | 1R   | 2R   | 2R   | 2R   | 2R   | 1R   | 2R   | 2R   | –    | –    |